# Tori (commune)
Pour les articles homonymes, voir Tori.
La commune de Tori (estonien : Tori vald) est une municipalité rurale estonienne du Pärnumaa qui s’étend sur 282,1 km2.

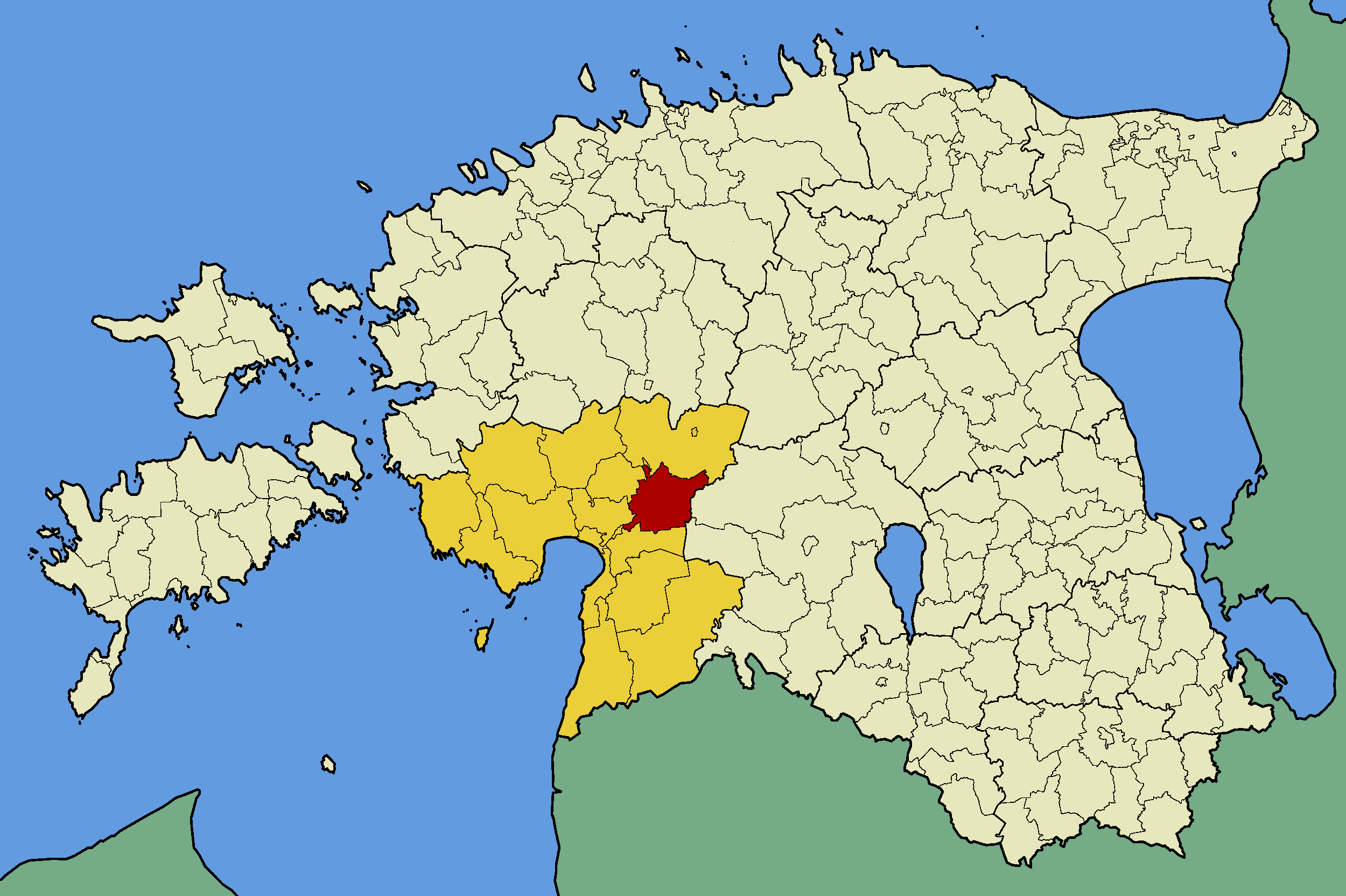
Commune de Tori (en rouge) dans le Comté de Pärnu (en jaune).

Sa population est de 2 270 habitants(01.01.2012).

## Municipalité
La commune comprend 1 bourg et 20 villages : 

### Bourg
Tori

### Villages
Aesoo, Elbi, Jõesuu, Kildemaa, Kuiaru, Kõrsa, Levi, Mannare, Muraka, Muti, Oore, Piistaoja, Randivälja, Riisa, Rätsepa, Selja, Taali, Tohera, Urumarja, Võlli